# Eryapus montanus
Eryapus montanus är en insektsart som beskrevs av Evans 1954. Eryapus montanus ingår i släktet Eryapus och familjen dvärgstritar. Inga underarter finns listade i Catalogue of Life.